# Beah Richards
Beah Richards, född 12 juli 1920 i Vicksburg i Mississippi, död 14 september 2000 på samma ort, var en amerikansk skådespelare, poet, manusförfattare och författare.

## Filmografi i urval
- 1959 - Take a Giant Step
- 1962 - Miraklet
- 1967 - Förbjudet område
- 1967 - I nattens hetta
- 1967 - Gissa vem som kommer på middag
- 1970 -	Det stora vita hoppet
- 1970-1971 - The Bill Cosby Show
- 1972 -	The Biscuit Eater
- 1975 -	Mahogany
- 1979 -	Roots: The Next Generations
- 1979 -	Banjo – en kattunge på rymmen
- 1981-1984 - Benson
- 1985 - Highway to Heaven
- 1985 - Spanarna på Hill Street
- 1986 -	Inside Out
- 1986-1987 - Hunter
- 1987-1989 - Skönheten och odjuret
- 1989 -	Homer and Eddie
- 1989 -	Drugstore Cowboy
- 1989-1990 - Lagens änglar
- 1994-1995 - Cityakuten
- 1998 - Älskade
- 2000 - Advokaterna

## Teater

### Roller
| År   | Roll    | Produktion               | Regi            | Teater                               |
| ---- | ------- | ------------------------ | --------------- | ------------------------------------ |
| 1963 | Kvinnan | Arturo Ui Bertolt Brecht | Tony Richardson | Lunt-Fontanne Theatre, New York, USA |